# 필 스펙터
필립 하비 스펙터(Phillip Harvey Spector, 1939년 12월 26일 ~ 2021년 1월 16일)는 미국의 음반 프로듀서, 작곡가다. 자기 표현대로라면, 로큰롤에 와그너의 악풍을 접목한 음악 제작공식 월 오브 사운드를 개발했다. 대중음악 사상 최대의 영향력을 자랑하는 인물 중 한 명이다.

## 생애
브롱크스 출신. 1958년 더 테디 베어스를 공동 창립해 처음 업계에 발을 내딛는다. 여기서는 기타리스트, 보컬리스트로 활동하고, 미국에서 1위한 〈To Know Him Is to Love Him〉를 써내기도 했다. 1960년 필리스 레코드를 설립하는데, 이것은 당시 미국에서 최연소 음반사 소유 기록이었다. 이후 로네츠, 크리스탈즈 등의 곡을 작곡, 공동 작곡, 프로듀싱하고, 더 지나서는 존 레논, 조지 해리슨의 음반에까지 손을 댔다. "더 레킹 크루"라 하는 사실상의 하우스 밴드를 자주 동원했고, 엔지니어 잭 니체, 엔지너어 레리 리바인, 이 밖에 브릴 빌딩의 작곡가들과도 많이 협동했다. 언급되지 않은 히트곡으로 〈You've Lost That Lovin' Feelin'〉, 〈The Long and Winding Road〉, 〈My Sweet Lord〉 같은 게 있다.
스펙터는 전례 없는 수준의 자유와 녹음공정의 전 과정의 통제를 허용받은 최초의 작가주의 음악인으로 평가된다. 스튜디오를 악기로서 이용한다는 발상의 잉태에도 한몫을 했다. 그 밖에도, 팝 아트를 음악에 접목시켜 아트 팝, 아트 록의 탄생에 기여했다. 해리슨의 1971년 앨범 《Concert for Bangladesh》을 프로듀싱한 공로로 1973년 그래미 올해의 음반상을 수상했고, 1989년 로큰롤 명예의 전당에, 1997년 작곡가 명예의 전당에 헌액되었다. 2004년, 《롤링 스톤》 선록의 "역대 최고의 아티스트 100인"에서 63위에 랭크되었고, 같은 잡지의 "역대 최고의 앨범 500장"에서 스펙터의 작이 《Presenting the Fabulous Ronettes》, 《A Christmas Gift for You》, 《Back to Mono》 이렇게 세 장 올라갔다. BMI에 따르면 〈You've Lost That Lovin' Feelin'〉은 20세기 미국에서 가장 많은 방송 횟수를 기록한 노래다.
1970년대 중엽을 전후해 레너드 코헨, 디온 디무치, 라몬즈 등과 합작으로 어울릴 때를 빼면 업계에서 거의 은퇴한 상태였다. 이것은 개인적인 문제가 작용했기 때문이다.

### 살인 혐의와 죽음
2003년 스펙터는 배우 라나 클락슨을 총으로 쏴서 죽였다. 스펙터는 에스콰이어와의 인터뷰에서 클락슨이 ‘우발적인 자살’을 했다고 말했지만 스펙터의 운전수는 스펙터가 총을 손에 든 채로 걸어나와 자신이 ‘사람을 죽였다’고 말했다고 증언했다. 2007년과 2009년까지 두 차례의 재판을 거쳐서, 징역 19년형이 확정되었다.
2021년 1월 16일, 수감 중에 코로나19에 의한 합병증으로 사망하였다. 향년 81세.